# モハマドシナ・バヘディ
モハンマド・シナ・ヴァヘディ（英語: Mohammad Sina Vahedi、2001年1月8日 - ）は、イラン・テヘラン出身のプロバスケットボール選手。イラン・バスケットボール・スーパーリーグ（IBSL）所属のシャフルダリー・ゴルガーンに所属しており、バスケットボールイラン代表としてもプレーしている。ポジションはガード。

## 経歴
モハンマド・シナ・ヴァヘディは2001年にテヘランで生まれた。2019年にプロキャリアをスタートし、これまでに複数のイラン国内クラブでプレーしている。